# ألبرت أ. كارمايكل
ألبرت أ. كارمايكل هو محامي وسياسي أمريكي، ولد في 27 يوليو 1895 في أوزارك في الولايات المتحدة، وتوفي في 4 يونيو 1952. نشط حزبياً في الحزب الديمقراطي. وقد انتخب نائب حاكم ألاباما ‏.